# Scolta di notte
Scolta di notte (olandese: schout-bij-nacht) è stato un grado di ufficiale di bandiera di alcune flotte. Il grado di schout-bij-nacht è ancora in uso nella Regia marina olandese, precedentemente detto Achteradmiraal, dove tale grado è superiore a quello di comandante (olandese: Commandeur), omologo al Commodoro della Royal Navy e al Retroammiraglio (metà superiore) della US Navy, e inferiore al grado di viceammiraglio ed è equiparabile al grado di ammiraglio di divisione della Marina Militare Italiana (codice NATO: OF-7). precedentemente all'introduzione del grado di Commandeur, introdotto nella Koninklijke Marine nel 1955, il grado era omologo al contrammiraglio della Marina Militare Italiana. 

## Etimologia
In origine il termine indicava il servizio di vedetta svolto di notte dall'ufficiale di una nave quando il capitano non era sveglio. Il titolo più tardi venne usato per l'ammiraglio che in una flotta aveva il comando della retroguardia, da cui il termine retroammiraglio, con un ruolo quindi contrapposto a quello dell'ammiraglio, da cui la terminologia  contrammiraglio adottata generalmente da quasi tutte le marine mondiali, mentre nei paesi anglosassoni e del Commonwealth tuttora il grado è rear admiral, letteralmente "ammiraglio di retroguardia".

## Storia
Il nome del grado apparve tra il XV e il XVI secolo, ed era l'ufficiale responsabile della nave quando il capitano dormiva, da cui quindi schout-bij-nacht e cioè "scolta di notte".
In tempi successivi lo schout-bij-nacht, in assenza di un alto ammiraglio, fu l'ufficiale che supervisionava l'intera squadra navale e, dal XVII secolo, lo schout-bij-nacht divenne il grado comune posseduto dal comandante della squadra navale di riserva.
Nel XVII secolo le marine di Svezia e Danimarca-Norvegia adottarono il grado come schoutbynacht e la marina imperiale russa come  Šautbenacht (шаутбенахт). I russi nel 1724 mutarono il nome del grado con quello di contrammiraglio (in russo контр-адмирал?; translitterato: kontr-admiral), seguiti nel 1771 sia dalla marina svedese sia da quella dano-norvegese che mutarono il nome del grado in konteramiral in svedese, e kontreadmiral in danese e norvegese..

## Distintivi di grado degli ufficiali ammiragli della Koninklijke Marine
| Codice NATO | OF-10              | OF-9          | OF-8             | OF-7       | OF-6 |
| ----------- | ------------------ | ------------- | ---------------- | ---------- | ---- |
| Paesi Bassi |                    |               |                  |            |      |
| Admiraal    | Luitenant-Admiraal | Vice-Admiraal | Schout-bij-Nacht | Commandeur |      |

### Uniforme Reale
Distintivo di grado del Sovrano dei Paesi Bassi quando indossa l'uniforme della Koninklijke Marine.
| Koninklijke Marine | Monarca dei Paesi Bassi |